# Movimiento de la rienda
El Movimiento de la rienda es una disciplina que constituye la base del rodeo chileno, distinta a las corridas de vaca. Es similar a lo que es el adiestramiento dentro de la equitación. En esta prueba caballo y jinete en equilibrio conjunto, son sometidos a distintas pruebas. En ellas, la docilidad y la destreza del caballo chileno sumada a la pericia del jinete huaso son los componentes principales de esta prueba que se desarrolla en todos los rodeos. Constituye un número tradicional que siempre figura en las fiestas ecuestres de Chile.

## Pruebas
A la primera prueba se le llama «andares» y en ella el binomio debe realizar marcha, trote, galope y una presentación. Luego se debe realizar la «entrada de patas» (deteniendo completamente al caballo), la «troya», el «ocho», el «volapié», las «vueltas sobre parado» (remolino), «montar y desmontar» (sin que se mueva el caballo) y finalmente «retroceder» (sin que el caballo abra el hocico).

## Puntaje
La primera prueba tiene una puntuación de 0 a 3 puntos en cada "aire" o movimiento, más 1 punto por la presentación; en la segunda, tercera, cuarta, quinta y sexta pruebas, su puntuación va desde 0 a 7 puntos, más una bonificación por la velocidad con que desarrollan el ejercicio que va de 0 a 3 puntos; y las dos últimas tienen una puntuación de 0 a 5 puntos, dependiendo de la ejecución del movimiento.

## Campeonato Nacional de Chile
El Campeonato Nacional se realiza junto con el Campeonato Nacional de Rodeo en el mes de abril en la Medialuna Monumental de Rancagua. Para clasificar los jinetes deben ganar campeonatos en los diversos rodeos realizados en Chile y quienes sumen una cierta cantidad de puntaje asiste a los clasificatorios. Esta campeonato se realiza en el mes de abril de cada año.

### Campeones nacionales
El Campeonato Nacional de Rienda se disputa desde 1963. El jinete con más títulos es Luis Eduardo Cortés que ha logrado trece triunfos.
| Año  | Jinete              | Caballo     | Puntaje  |
| ---- | ------------------- | ----------- | -------- |
| 1963 | Remigio Cortés      | Damasco II  |          |
| 1964 | Raúl Rey            | Ganchito    |          |
| 1965 | Raúl Rey            | Ganchito    |          |
| 1966 | Raúl Rey            | Ganchito    |          |
| 1967 | Raúl Rey            | Rajadiablos |          |
| 1968 | Raúl Rey            | Rajadiablos |          |
| 1969 | Aliro Pérez         | Refrán      |          |
| 1970 | Santiago Urrutia    | Cachupín    |          |
| 1971 | Santiago Urrutia    | Cachupín    |          |
| 1972 | Santiago Urrutia    | Cachupín    |          |
| 1973 | Santiago Urrutia    | Cachupín    |          |
| 1974 | Alfredo Muñoz       | Taponazo    |          |
| 1975 | Alfredo Muñoz       | Taponazo    |          |
| 1976 | Alfredo Muñoz       | Taponazo    | 54       |
| 1977 | Juan Valderrama     | Regalón     | 63       |
| 1978 | Juan Valderrama     | Regalón     | 57       |
| 1979 | Alfredo Muñoz       | Harapienta  | 43       |
| 1980 | José Manuel Aguirre | Sahumerio   | 55       |
| 1981 | José Manuel Aguirre | Pelusa      | 51       |
| 1982 | José Manuel Aguirre | Zapatera    | 51       |
| 1983 | José Manuel Aguirre | Pajarita    | 49       |
| 1984 | José Manuel Aguirre | Pajarita    | 51       |
| 1985 | Luis Eduardo Cortés | Carretero   | 54       |
| 1986 | Luis Eduardo Cortés | Carretero   | 56       |
| 1987 | Luis Eduardo Cortés | Carretero   | 51       |
| 1988 | José Manuel Rey     | Bandolero   | 58       |
| 1989 | Luis Eduardo Cortés | Carretero   | 50       |
| 1990 | Luis Eduardo Cortés | Carretero   | 52       |
| 1991 | José Manuel Aguirre | Abusadora   | 57       |
| 1992 | José Manuel Aguirre | Abusadora   | 61       |
| 1993 | José Manuel Rey     | Fantoche    | 58       |
| 1994 | Ramón Sandoval      | Peón        | 59       |
| 1995 | Ricardo González    | Descanso    | 51       |
| 1996 | José Gamboa         | Sacristán   | 52       |
| 1997 | Ricardo González    | Bolita      | 53       |
| 1998 | Alfonso Navarro     | Villano     | 49       |
| 1999 | Alfonso Navarro     | Villano     | 61       |
| 2000 | José Gamboa         | Río Seco    | 55       |
| 2001 | Manuel Yáñez        | Congora     | 50       |
| 2002 | Manuel Yáñez        | Dedal       | 56       |
| 2003 | Alfonso Navarro     | Alaraco     | 60       |
| 2004 | Luis Eduardo Cortés | Esto Si     | 67       |
| 2005 | Alfonso Navarro     | Entallado   | 73       |
| 2006 | Alfonso Navarro     | Entallado   | 65       |
| 2007 | Juan Valderrama     | Azucárate   | 62       |
| 2008 | Luis Gerardo Soto   | Muñeca      | 60       |
| 2009 | Ricardo González    | Chao No Más | 61       |
| 2010 | Ricardo González    | Chao No Más | 56       |
| 2011 | Luis Gerardo Soto   | Cueca Galla | 61       |
| 2012 | Ricardo González    | Chao No Más | 58       |
| 2013 | Nelson Rojas        | Delicia     | 64       |
| 2014 | Nelson Rojas        | Loma Suave  | 57       |
| 2015 | Hugo Navarro        | Increíble   | 60       |
| 2016 | Hugo Navarro        | Milonga     | 52       |
| 2017 | Luis Eduardo Cortés | Palmeña     | 63 (+19) |
| 2018 | Luis Eduardo Cortés | Palmeña     | 64       |
| 2019 | Luis Eduardo Cortés | Palmeña     | 66       |
| 2021 | Luis Eduardo Cortés | Palmeña     | 64       |
| 2022 | Luis Eduardo Cortés | Palmeña     | 64       |
| 2023 | Luis Gerardo Soto   | Gavilán     | 64       |
| 2024 | Luis Eduardo Cortes | Palmeña     | 64 (+18) |
| 2025 | Luis Eduardo Cortés | Bien Vista  | 66       |

### Rienda femenina
La presencia femenina en el rodeo comenzó en 2003 y en el campeonato nacional de 2005 tuvieron su primera presentación.
| Año  | Jinete              | Caballo      | Puntaje  |
| ---- | ------------------- | ------------ | -------- |
| 2005 | Romané Soto         | Plebiscito   | 57       |
| 2006 | Gabriela Balmaceda  | Estero       | 54       |
| 2007 | Romané Soto         | Borrachita   | 59       |
| 2008 | Yeny Troncoso       | Estocada     | 51       |
| 2009 | Romané Soto         | Aviador      | 44       |
| 2010 | Yeny Troncoso       | Fachoso      | 51       |
| 2011 | Romané Soto         | Flagelo      | 46       |
| 2012 | Romané Soto         | Farrero      | 48       |
| 2013 | Yeny Troncoso       | Escarchado   | 50       |
| 2014 | Valentina Peña      | Embusterita  | 44       |
| 2015 | Valentina Peña      | Embusterita  | 43       |
| 2016 | Valentina Hernández | Roto Lindo   | 52       |
| 2017 | Marta Hernández     | Leufu        | 51       |
| 2018 | Valentina Hernández | Lunita       | 52       |
| 2019 | Yeny Troncoso       | Caldén       | 60       |
| 2021 | Romané Soto         | Farsante     | 56       |
| 2022 | Romané Soto         | Farsante     | 57 (+17) |
| 2023 | Yeny Troncoso       | No Me Grites | 54       |
| 2024 | Josefina Easton     | Año Nuevo    | 57       |
| 2025 | Yeny Troncoso       | Escapada     | 61       |